# Сиглитун
Сиглитун — диалект языка инувиалуктуна, используется в общинах Паулутак, Сакс-Харбор и Тектоячек. Сиглитун был когда-то главным диалектом дельты реки Маккензи, недалеко от островов Северного Ледовитого океана, но число носителей этого диалекта резко сокращалось из-за болезней, которые были завезены европейцами в XIX веке, и на протяжении многих лет диалект сиглитун считался вымершим. Но в 1980-е годы нашлись люди, ещё говорившие на сиглитуне.
Сиглитун — является одним из трёх диалектов языка инувиалуктун.